# 십오각형

정십오각형

기하학에서 십오각형은 변과 각이 각각 15개인 평면도형을 말한다. 정십오각형의 한 각의 크기는 156°이며 모든 각의 합은 2340°이다.
한 변의 길이가 {\displaystyle a} 인 정십오각형의 넓이 {\displaystyle A}는 다음과 같다.
{\displaystyle {\begin{aligned}A&={\frac {15}{4}}a^{2}\cot {\frac {\pi }{15}}\\&={\frac {15a^{2}}{8}}\left({\sqrt {3}}+{\sqrt {15}}+{\sqrt {2}}{\sqrt {5+{\sqrt {5}}}}\right)\\&\simeq 17.6424\,a^{2}.\end{aligned}}}

## 정십오각형의 작도
정십오각형은 작도가 가능하다. 아래의 동영상은 이를 36개의 단계로 구분하여 작도하고 있다. 이 방법은 유클리드의 원론 4권에 서술된 방법을 개량한 것이다.
참고로 아래의 동영상에서 단계 14~21까지는 반지름의 길이가 변하지 않는다.